# Tiamat (Dungeons & Dragons)
Tiamat è una divinità immaginaria appartenente all'ambientazione Forgotten Realms per il gioco di ruolo fantasy Dungeons & Dragons. È una divinità minore del pantheon faerûniano. Il suo nome è preso da Tiamat (𒀭𒋾𒊩𒆳), una dea nell'antica mitologia mesopotamica.
Tiamat è la divinità dei draghi malvagi. Ha l'aspetto di un gigantesco drago a cinque teste, ciascuna del colore di una delle razze dei draghi cromatici, e la coda da viverna.
Il suo simbolo è un drago a cinque teste.
La sua arma preferita è la testa di un drago (piccone pesante).
In D&D Terza Edizione i suoi domini sono: legge, male, rettili, tirannia.
Anticamente Tiamat ha divorato Tchazzar, un drago rosso che, preso l'aspetto di un umano, unificò il Chessenta e, dopo averlo governato a lungo, scomparve misteriosamente. In seguito cominciò ad essere adorato come una divinità, e lo diventò effettivamente.
A Tiamat è stata dedicata una carta di Magic: l'Adunanza dell'espansione D&D: Avventure nei Forgotten Realms.